# Hans Kautsky
Hans Kautsky (* 13. April 1891 in Wien; † 15. Mai 1966 bei Kamniška Bistrica) war ein österreichischer Chemiker.
Der Vater Hans Joseph Wilhelm Kautsky (1864–1937) war k.u.k. österreichischer und kgl. preußischer Hoftheatermaler in Wien und Berlin. Die jüngeren Brüder waren Robert Kautsky (1895–1963; Bühnenbildner an der Wiener Staatsoper) und Fritz (Geologe in Schweden). Der Großvater Johann Baptist Wenzel Kautsky (1827–1896) war Kunstmaler und Bühnenbildner in Prag, seine Großmutter war die Schauspielerin und Schriftstellerin Minna Kautsky (1837–1912). Sein Onkel war der sozialdemokratische Theoretiker Karl Kautsky (1854–1938).
Sein gleichnamiger Sohn (1920–2019) war Ozeanologe und arbeitete auf dem Forschungsschiff Meteor.

## Leben
Hans Kautsky machte zunächst eine Ausbildung als Maler und Zeichner, u. a. in Holland. Er interessierte sich jedoch mehr für Chemie und studierte ohne Abitur von 1911 bis 1917 Chemie an der TH Charlottenburg. Während des Ersten Weltkrieges leistete er seinen Kriegsdienst in einer Prüfstelle ab, die sich mit der Überprüfung der Produktion von Gasmasken beschäftigte. Nach dem Krieg arbeitete er als Assistent am Kaiser-Wilhelm-Institut unter Herbert Freundlich und promovierte 1922 mit einer Arbeit über ungesättigte Siliciumverbindungen. 1928 habilitierte er sich in Heidelberg und erhielt dort 1934 eine a. o. Professur für anorganische Chemie. Von Frühjahr 1936 bis 1945 war er an der Universität Leipzig Professor für anorganische Strukturchemie. Im Juni 1945 brachten ihn die Amerikaner nach Weilburg/Lahn. Ab 1947 baute er an der Universität Marburg das Institut für anorganische Chemie wieder neu auf, wo er anschließend als Lehrstuhlinhaber tätig war.
Nach dem Tod seiner Frau Martha 1960 lebte er häufig bei seiner Schwester Grete in Ljubljana. Er starb bei einem Waldspaziergang in Kamniška Bistrica am Herzschlag und wurde im inzwischen aufgelassenen Familiengrab in Marburg begraben.

## Wissenschaftliche Arbeiten
Der Schwerpunkt seiner wissenschaftlichen Tätigkeit war die Siliciumchemie. Hier untersuchte er insbesondere die Bildung von Siloxen, eine polymere zweidimensionale Verbindung aus Silicium, Sauerstoff und Wasserstoff, aus Calciumdisilicid (CaSi2). Daneben beschäftigte er sich mit lepidoiden Kieselsäuren in Hinblick auf deren Einsatzmöglichkeit für die Katalyse. Sein Interesse galt auch der Oberflächenchemie und zwar unter dem Aspekt der Energieumwandlungen an Oberflächen (Fluoreszenz, Phosphoreszenz und photochemische Reaktionen). Dies führte ihn zu umfangreichen Untersuchungen zur Chlorophyllfluoreszenz im Zusammenhang der Umwandlung von Sonnenenergie in chemische Energie bei der Kohlenstoffdioxid-Assimilation.